# Horatio Greenough

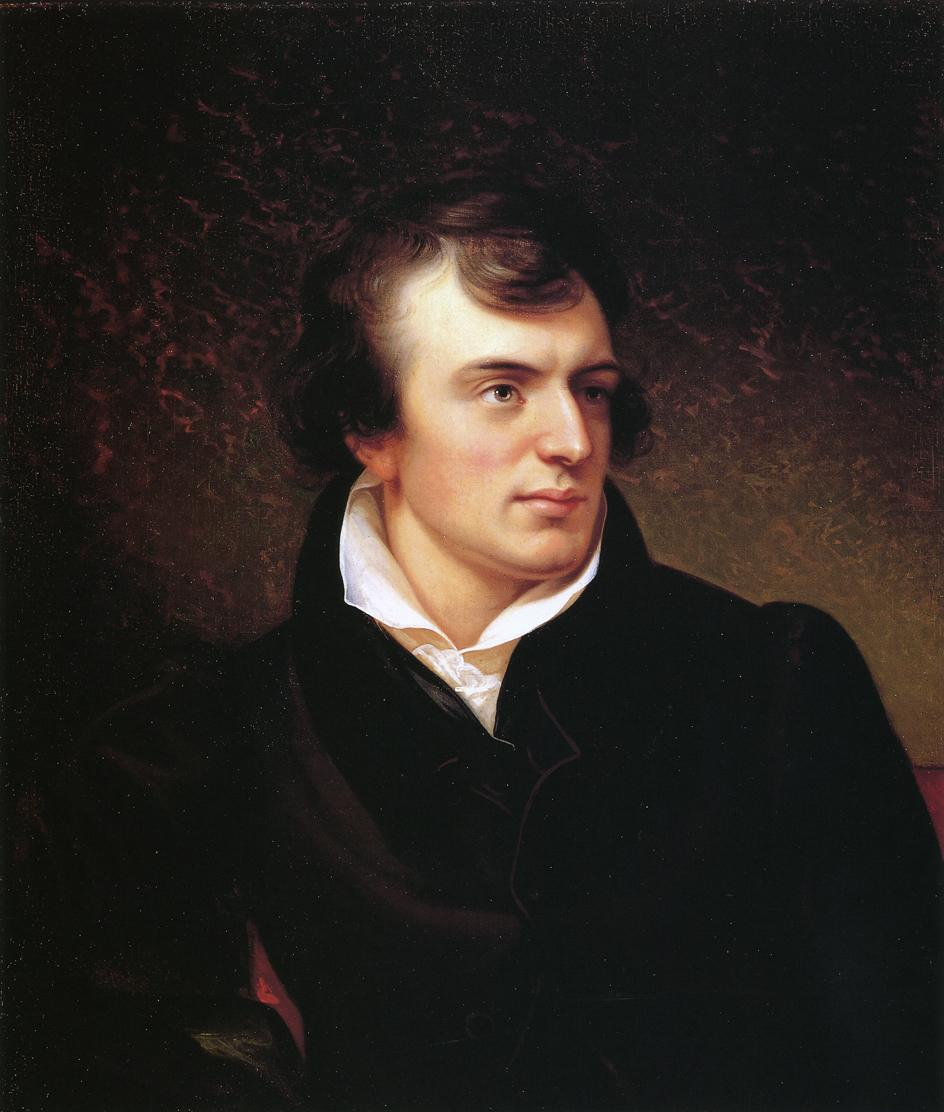
Horatio Greenough, por Rembrandt Peale.

Horatio Greenough (6 de septiembre de 1805 Boston Massachusetts-1852), fue un escultor estadounidense. 

## Biografía
Desde su juventud Horatio demostró interés y talento por el arte y los hobbies mecánicos. Se sintió especialmente atraído por la tiza y a la edad de 12 años realizó una estatua de tiza de William Penn. Horatio también experimentó con arcilla, aprendiendo la técnica con Solomon Willard. Alpheus Cary por su parte le enseñó a tallar el mármol. Aunque Horatio parecía tener un talento natural para el arte, su padre no estaba convencido con la idea de que Horatio se dedicara al arte. 
En 1814 Greenough comenzó a cursar estudios en la Academia Phillips, Andover, y en 1821 ingresó en la Harvard University. Allí demostró una pasión por las obras de la antigüedad y dedicó mucho tiempo a leer literatura y observar obras de arte. Ya con la idea de ir a estudiar en el extranjero, comenzó a estudiar italiano y francés, además de estudiar anatomía y continuar modelando esculturas. Mientras concurría a Harvard conoce a Washington Allston quien fue una influencia importante en su carrera. Allston fue más que un mentor para Horatio, se convirtió en su amigo y fuente de inspiración, alpunto que Horatio modeló un busto de Washington. Antes de graduarse en Harvard, viajó a Roma para estudiar arte, y allí conoció al pintor Robert W. Weir, mientras vivía en la Via Gregoriana. 
Ambos se convirtieron en muy buenos amigos y juntos estudiaron el Renacimiento y obras de la antigüedad. Sus favoritos eran el grupo de Laocoonte que se encuentra en las galerías del Vaticano y el Apolo Belvedere. Durante su permanencia en Roma creó numerosos bustos, y una estatua de tamaño natural de Abel muerto, y una de sí mismo. Regresó a Boston en mayo de 1827 junto con Weir, luego de recuperarse de un ataque de malaria. Continuó modelando bustos, realizando los del presidente de Harvard Josiah Quincy, el de Samuel Appleton y el de John Jacob Astor. Horatio todavía no era reconocido, por lo que en un intento de establecer su reputación realizó un busto del Presidente John Quincy Adams. Su plan funcionó a la perfección ya que al utilizar un estilo naturalista para esta obra logró una excelente composición. 
Sus esculturas reflejaban la verdad y la realidad, como también ideales estéticos clásicos que había aprendido con Washington Allston. Many of Horatio’s captured works were done in Florencia, Italia where he spent most of his professional life. Su escultura El rescate (1837-1850) y su estatua de tamaño sobre natural de George Washington (1840) fueron producto de encargos realizados por el gobierno de los Estados Unidos. Otras de sus obras y estatuas más famosas incluyen: James Fenimore Cooper, 1831, Castor y Pollux, 1847, y Marqués de Lafayette, 1831-32. Junto con las obras de arte que él produjo, también dejó un sinnúmero de dibujos que se exhiben en el Museo de Arte del Middlebury College . 